# سهابو
سهابو هي بلدة في مقاطعة كاسان في ولاية قشقداريا في أوزبكستان.